# Alice Snedden
Alice Snedden es una comediante, escritora de televisión y actriz de Nueva Zelanda. Trabajando por primera vez como escritora en programas de comedia de Nueva Zelanda como Funny Girls, Jono and Ben y 7 Days, Snedden creó la serie Alice Snedden's Bad News, una serie de comedia documental escrita y protagonizada por ella misma. En 2021, coescribió la serie de comedia de la BBC Starstruck junto a Rose Matafeo, quien coescribió y protagonizó la producción.

## Primeros años
Snedden creció en Auckland, el menor de cinco hermanos en una familia católica. Su padre, Patrick Snedden, dirigió una editorial,  y desde entonces ha ocupado cargos como el de presidente de The Big Idea, Housing New Zealand Corporation, la Junta de Salud del Distrito de Auckland y director de los Puertos de Auckland. Snedden proviene de una extensa familia de jugadores de cricket profesionales, incluidos Warwick Snedden, Nessie Snedden, Colin Snedden, Martin Snedden y Michael Snedden. Snedden asistió a la Universidad de Otago, primero estudió educación física y política antes de decidirse a estudiar derecho. Snedden se graduó y fue admitido en el colegio de abogados, sin embargo, nunca ejerció la abogacía. La noche antes de ser admitida en el bar, Snedden realizó su primer set de comedia.

## Carrera
Para ahorrar dinero para un viaje a Nueva York, Snedden consiguió un trabajo en The Basement Theatre en Auckland. El comediante Eli Matthewson la animó a hacer una prueba para el programa de improvisación de comedia SNORT (que incluía un elenco de Rose Matafeo y Laura Daniel), que desarrolló el amor de Snedden por la comedia y la improvisación. Cuando Snedden viajó a los Estados Unidos, se alistó en la Brigada de Ciudadanos Rectos.
Después de regresar a Nueva Zelanda, Snedden se reunió con la productora Bronwynn Bakker para escribir la segunda temporada del programa de comedia Funny Girls de Rose Matafeo. Bakker quedó impresionado por las propuestas de Snedden y la contrató tanto para Funny Girls como para el otro programa de comedia de Bakker, Jono and Ben. En 2016, Snedden se convirtió en columnista de Stuff y del Sunday Star-Times. Durante el mismo período, Snedden comenzó a trabajar para el panel 7 Days, primero como escritor y luego como panelista recurrente. Snedden fue el escritor principal de los episodios de Funny Girls y Jono and Ben, y se convirtió en el escritor principal de Golden Boy (2019).
Snedden realizó su primer espectáculo de stand-up, Alice Snedden: Self-Titled, en el Festival Internacional de Comedia de Nueva Zelanda en 2017, y luego llevó el espectáculo al Festival Fringe de Edimburgo en 2018. Snedden fue nominado al premio Billy T 2018.
En 2018, se convirtió en presentadora y escritora de Bad News de Alice Snedden, una serie de comedia documental centrada en cuestiones políticas y sociales de Nueva Zelanda.
Snedden coescribió la serie de la BBC Starstruck junto a Rose Matafeo, con quien había presentado el podcast Boners of the Heart desde 2016.

## Vida personal
Durante su programa Absolute Monster de 2019, Snedden habló sobre cómo aceptar su bisexualidad.

## Filmografía

### Películas
| Año  | Título    | Papel             |
| ---- | --------- | ----------------- |
| 2020 | Baby Done | Profesor prenatal |

### Televisión
| Año       | Título                          | Papel                                 | Notas                                               |
| --------- | ------------------------------- | ------------------------------------- | --------------------------------------------------- |
| 2016      | Funny Girls                     | Varios                                | Actor (1 episodio). Escritor principal (1 episodio) |
| 2016–2020 | 7 Days                          | Ella misma - Miembro del equipo       | 12 episodios. Escritor (51 episodios)               |
| 2016      | Stake Out                       | Guardián de estacionamiento           | 1 episodio                                          |
| 2017      | Jono and Ben                    |                                       | Escritor principal (3 episodios), escritor          |
| 2018      | The Project                     | Ella misma - Reportero de Whip Around | 1 episodio                                          |
| 2019      | Golden Boy                      |                                       | Escritor principal (8 episodios)                    |
| 2018-2022 | Alice Snedden's Bad News        | Ella misma                            | Creador y anfitrión (20 episodios)                  |
| 2020      | Educators                       | Midwife                               | 5 episodios                                         |
| 2020      | Frankie Boyle's New World Order |                                       | Escritor (2 episodios)                              |
| 2021      | Starstruck                      | Amelia                                | 2 episodios. escritor (12 episodios)                |
| 2021      | Have You Been Paying Attention? | Self                                  | Versión de Nueva Zelanda                            |